# Cmentarz żydowski w Koronowie
Cmentarz żydowski w Koronowie – został założony w 1817 i zajmuje obszar 0,36 ha, na którym zachowało się kilkadziesiąt nagrobków i resztki ceglanego muru. Wśród płaskorzeźb nagrobnych występują, obok symboli typowych dla żydowskiej sztuki sepulkralnej, także symbole zaczerpnięte ze sztuki chrześcijańskiej (np. znak Bożej Opatrzności). Cmentarz został wpisany do rejestru zabytków.